# Párosza
Párosza (románul: Dealu Mic), falu Romániában, Erdélyben, Hunyad megyében.

## Fekvése
A Ruszka-havas keleti lejtői alatt, Királybányatoplica északkeleti szomszédjában fekvő román lakosságú település.

## Története
Párosza településnek 1850-ben 158, 1880-ban 187, 1890-ben 219, 1900-ban 237, 1910-ben 255 román lakosa volt. 1920-ban az Alsótelek (Teliucu Inferior) községhez tartozó Cserna része lett. Ma Királybányatoplica községhez tartozik.
A trianoni békeszerződés előtt Hunyad vármegye Vajdahunyadi járásához tartozott.